# Concha Velasco

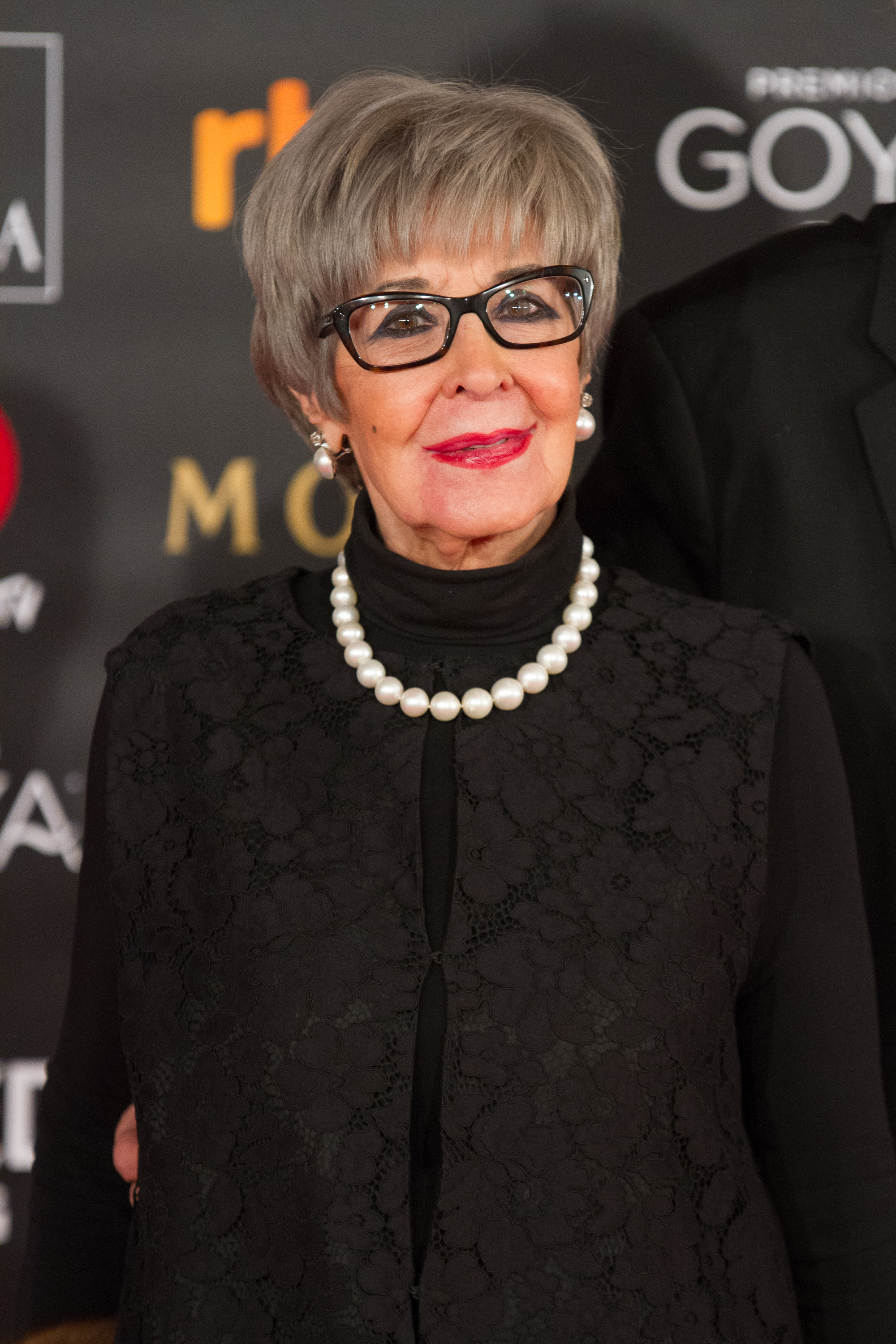
Concha Velasco, 2018

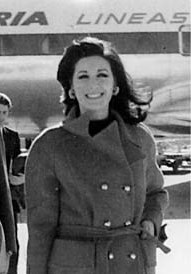
Concha Velasco, 1962

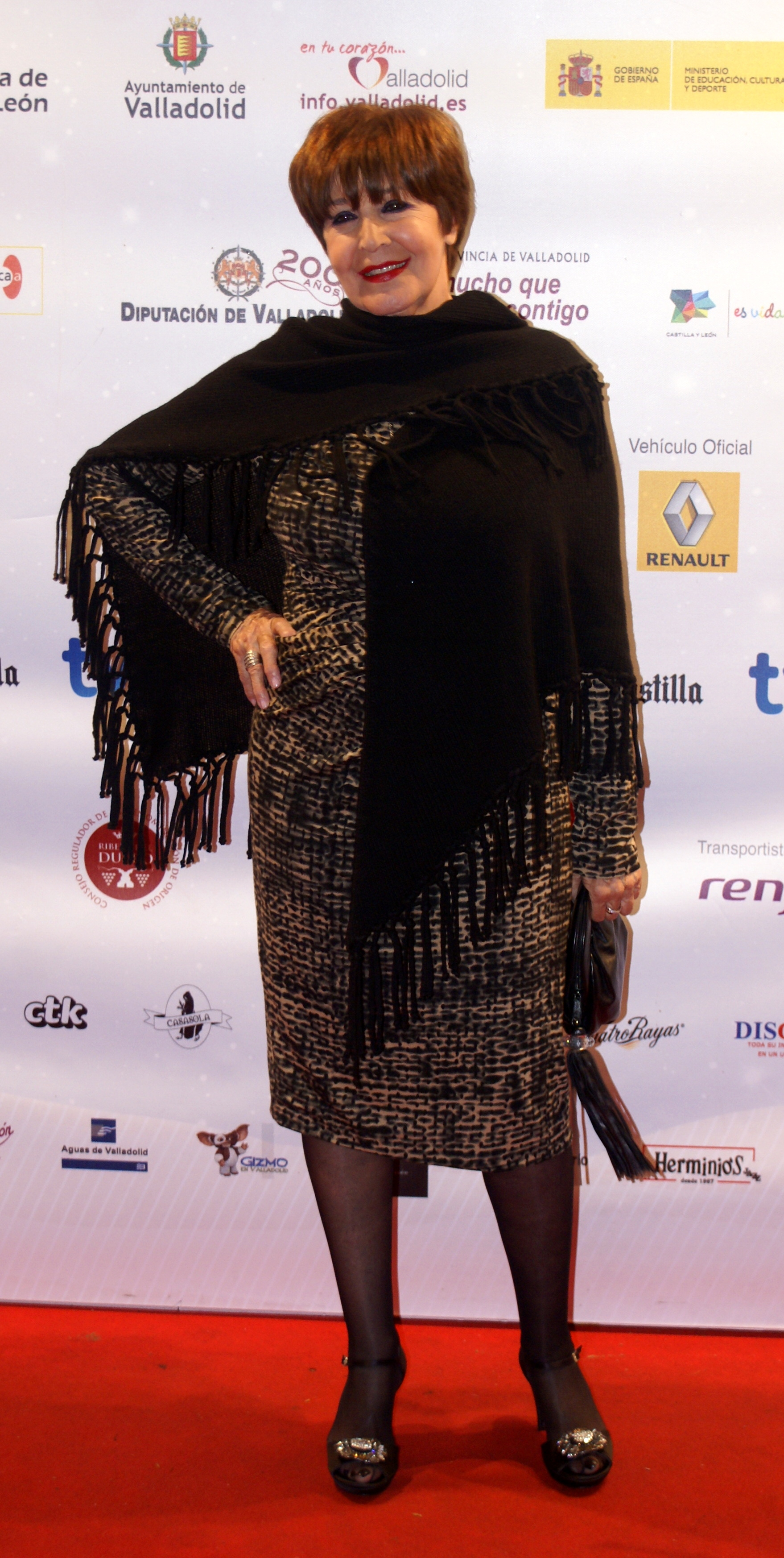
Concha Velasco, 2013

Concha Velasco oder Conchita Velasco (eigentlich Concepción Velasco Varona; * 29. November 1939 in Valladolid; † 2. Dezember 2023 in Majadahonda) war eine spanische Schauspielerin, Tänzerin, Sängerin und Fernsehmoderatorin.

## Leben
Bevor Velasco am Real Conservatorio Superior de Música de Madrid Balletttanz und Spanisch studierte, studierte sie in Marokko. An der Oper von A Coruña begann sie als Tänzerin und in der Tanzgruppe von Manolo Caracol tanzte sie Flamenco. Auch spielte sie in einer Revue zusammen mit Celia Gámez. Ihr Filmdebüt gab sie 1954 in einer kleinen Rolle in dem Film El bandido generoso. In spanischen Komödien der fünfziger und sechziger Jahre stand sie häufig auf der Besetzungsliste. In dem 1966 gedrehten Film Hoy como ayer spielte Velasco ein Yeh-Yeh Girl und hatte in einer Szene des Films auch ein von Augusto Algueró komponiertes und von Antonio Guijarro getextes Lied mit dem Titel La chica ye-ye zu singen, das in Spanien zu einem Hit avancierte und die junge Frau auch als Sängerin etablierte.
1974 drehte sie mit ihrem Landsmann, dem Regisseur Pedro Olea, den sie als einen ihrer Lieblingsfilmemacher bezeichnete, das Drama Tormento und 1975 Pim, pam, pum…ifeugo! Die Darstellung der Luisa in dem 1977 gedrehten Film Esposa y amante gehört zu ihren bevorzugten Rollen. Einer ihrer größten schauspielerischen Erfolge war die Rolle der Heiligen Teresa de Ávila in der achtteiligen spanischen Fernsehserie Teresa de Jesús von 1984, die ebenso zu ihren Lieblingsrollen zählt, wie die der Madame Maria Rosa in dem Fernsehfilm Cinco Minutos nada menos. 1990 wurde Velasco für ihre Leistung in dem Film Esquilache Pastora Patermo von Josefina Molina als „beste Nebendarstellerin“ für einen Goya nominiert. 1997 wurde sie erneut nominiert, diesmal als „beste Hauptdarstellerin“ in dem Filmdrama Más allá del jardín. 1999 erfüllte sich in dem Film París Tombuctú Velascos Traum, mit dem bedeutenden spanischen Filmregisseur Luis García Berlanga zusammenzuarbeiten. Eine weitere Lieblingsrolle der Schauspielerin ist die der Carmen Orozco Argenta in der dramatischen 36-teiligen Fernsehserie Herederos, die von 2007 bis 2009 im spanischen Fernsehen lief.
In der 2010 entstandenen Verfilmung der Golden Girls auf Spanisch mit dem Titel Las chicas de oro übernahm Velasco die Rolle der Dorothy (Doroti). 2018 gab Valesco ihren Rückzug aus dem Schauspielgeschäft nach 64 Jahren Karriere bekannt.
Concha Velasco wurde im Verlauf ihrer Karriere elfmal für den Fotogramas de Plata nominiert und konnte ihn siebenmal gewinnen. Für den Actor Awards wurde die Schauspielerin fünfmal nominiert, dreimal konnte sie den Preis mit nach Hause nehmen. Den Iris Awards, eine Auszeichnung der Akademie der Wissenschaften und Künste, erhielt die Künstlerin zweimal, einmal wurde sie mit dem Waves Awards ausgezeichnet. 2013 erhielt sie den Goya-Ehrenpreis für ihr Lebenswerk. Velasco besitzt einen Stern auf dem Walk of Fame in Madrid.
Mit dem spanischen Regisseur und Drehbuchautor José Luis Sáenz de Heredia hatte die Schauspielerin eine langjährige Beziehung. Von 1976 bis 2005 war Velasco mit dem 2010 verstorbenen Schauspieler und Theaterregisseur Paco Marsó verheiratet, mit dem zusammen sie auch zwei Kinder hat.
Concha Velasco starb Anfang Dezember 2023, drei Tage nach ihrem 84. Geburtstag in Majadahonda, einem Vorort von Madrid.

## Auszeichnungen
- 2008 Auszeichnung Premio Málaga
- 2013 Ehren-Goya

## Filmografie (Auswahl)
- 1954: El bandido generoso
- 1954: La reina mora
- 1959: Los tramposos Julita
- 1959: El día de los enamorados Conchita
- 1960: Amor bajo cero Nuria Berenguer
- 1961: Julia y el celacanto
- 1963: La verbena de la Paloma
- 1965: La dama del alba
- 1969: La alondra
- 1969: Don Juan Tenorio
- 1971: Marea baja
- 1973: Una muchachita de Valladolid
- 1973: Las brujas de Salem
- 1974: Tormento
- 1975: Pim, pam, pum…ifeugo!
- 1975: ¿Quiere usted jugar con mí?
- 1976: Die langen Ferien von 36 (Las largas vacaciones del 36)
- 1977: Esposa y amante
- 1979: Ernesto
- 1982: Der Bienenkorb (La colmena)
- 1984: Cinco minutos nada menos
- 1984: Teresa de Jesús (Fernsehserie)
- 1985: La comedia musical española
- 1985–1987: Especiales Fin de Año
- 1989: Esquilache Pastora Patermo
- 1991: Viva el espectáculo
- 1992: Querida Concha
- 1992: Queridos padres
- 1993: Encantada de la vida
- 1996: Yo, una mujer
- 1996: Más allá del jardín
- 1997: Mamá quiere ser artista
- 1999: Sorpresa, sorpresa
- 1999: París Tombuctú
- 2000: Compañeros
- 2000: Kilometer 0 (Kilometro cero)
- 2001: Tiempo al tiempo
- 2003: El oro de Moscú
- 2003: Arroz y tartana
- 2005: Las cerezas del cementerio
- 2005: Motivos personales
- 2005: Mi abuelo es el mejor
- 2006: Bienvenido a casa
- 2007: Boystown (Chuecatown)
- 2007–2009: Herederos (Fernsehserie, 36 Folgen)
- 2009: Rabia Sra
- 2010: Las Chicas de Oro (Fernsehserie, 26 Folgen)
- 2011: Cine de barrio
- 2011: Hospital Central (Fernsehserie, 2 Folgen)
- 2011–2013: Grand Hotel (Gran Hotel) (Fernsehserie, 38 Episoden)
- 2017–2020: Die Telefonistinnen (Las Chicas del Cable) (Fernsehserie, 33 Episoden)

## Theater
- 1959: Ven y ven al Eslava
- 1961: Los derechos de la mujer
- 1962: The boyfriend
- 1962: Las que tienen que servir
- 1965: Elena para los miércoles
- 1966: Don Juan Tenorio
- 1966: El cumpleaños de la tortuga
- 1967: Una chica en mi sopa
- 1969: El alma se serena
- 1970: La llegada de los dioses
- 1972: Abelardo y Eloísa
- 1974: Las cítaras colgadas de los árboles
- 1977: Las arrecogidas del beteario de Santa María Egipcíaca
- 1979: Filomena Marturano
- 1981: Yo me bajo en la próxima… ¿y usted?
- 1986: Mamá, quiero ser artista
- 1988: Carmen, Carmen
- 1992: La truhana
- 1997: La rosa tatuada
- 1999: Las manzanas del viernes
- 2001: Hello, Dolly
- 2003: Inés desabrochada
- 2006: Filomena Marturano
- 2009: Una vida por delante